# Sennin
Genre
Sennin est un genre d'araignées aranéomorphes de la famille des Theridiosomatidae.

## Distribution
Les espèces de ce genre se rencontrent en Chine, au Japon et au Viêt Nam.

## Liste des espèces
Selon World Spider Catalog (version 25.0, 13/03/2024) :
- Sennin coddingtoni (Zhu, Zhang & Chen, 2001)
- Sennin shuanglong Yao & Liu, 2023
- Sennin tanikawai Suzuki, Hiramatsu & Tatsuta, 2022
- Sennin zhangxinae Lin & Li, 2024

## Systématique et taxinomie
Ce genre a été décrit par Suzuki, Hiramatsu et Tatsuta en 2022 dans les Theridiosomatidae.

## Publication originale
- Suzuki, Hiramatsu & Tatsuta, 2022 : « Two new species and a new genus of ray spiders (Araneae, Theridiosomatidae) from the Ryukyu Islands, southwest Japan, with notes on their natural history. » ZooKeys, no 1109, p. 76-101 (texte intégral).